# اووالی
اووالی (به چکی: Úvaly) یک منطقهٔ مسکونی و شهرستان دارای شهرک سابقاً روستا در جمهوری چک است که در شهرستان پراگ-شرق واقع شده‌است.
 اووالی  ۵٬۹۳۷ نفر جمعیت دارد.